# Karthalo (Politiker)
Karthalo (punisch Qrtḥlṣ „Mlqrt hat gerettet“; altgriechisch Καρθάλων Karthálōn) war in der Mitte des 2. Jahrhunderts v. Chr. ein Politiker der demokratischen Partei in Karthago.
Zusammen mit Hamilkar dem Samniten war Karthalo Anführer der demokratischen Partei Karthagos. Im Jahr 151 v. Chr. vertrieben beide gemeinsam die Anhänger Massinissas, die neben der demokratischen „Volkspartei“ und den Parteigängern Roms eine dritte „Partei“ stellten, aus der Stadt. Appian, einzige Quelle zu dem Politiker Karthalo, unterscheidet ihn ausdrücklich von dem Boëtharchos Karthalo, der 153 v. Chr. im Gebiet Massinissas Kriegs- und Raubzüge durchführte und im Anschluss an die Vertreibung der Anhänger Massinissas dessen nach Karthago entsandten Söhnen Gulussa und Micipsa den Zutritt zur Stadt verwehrte.